# SoFiスタジアム

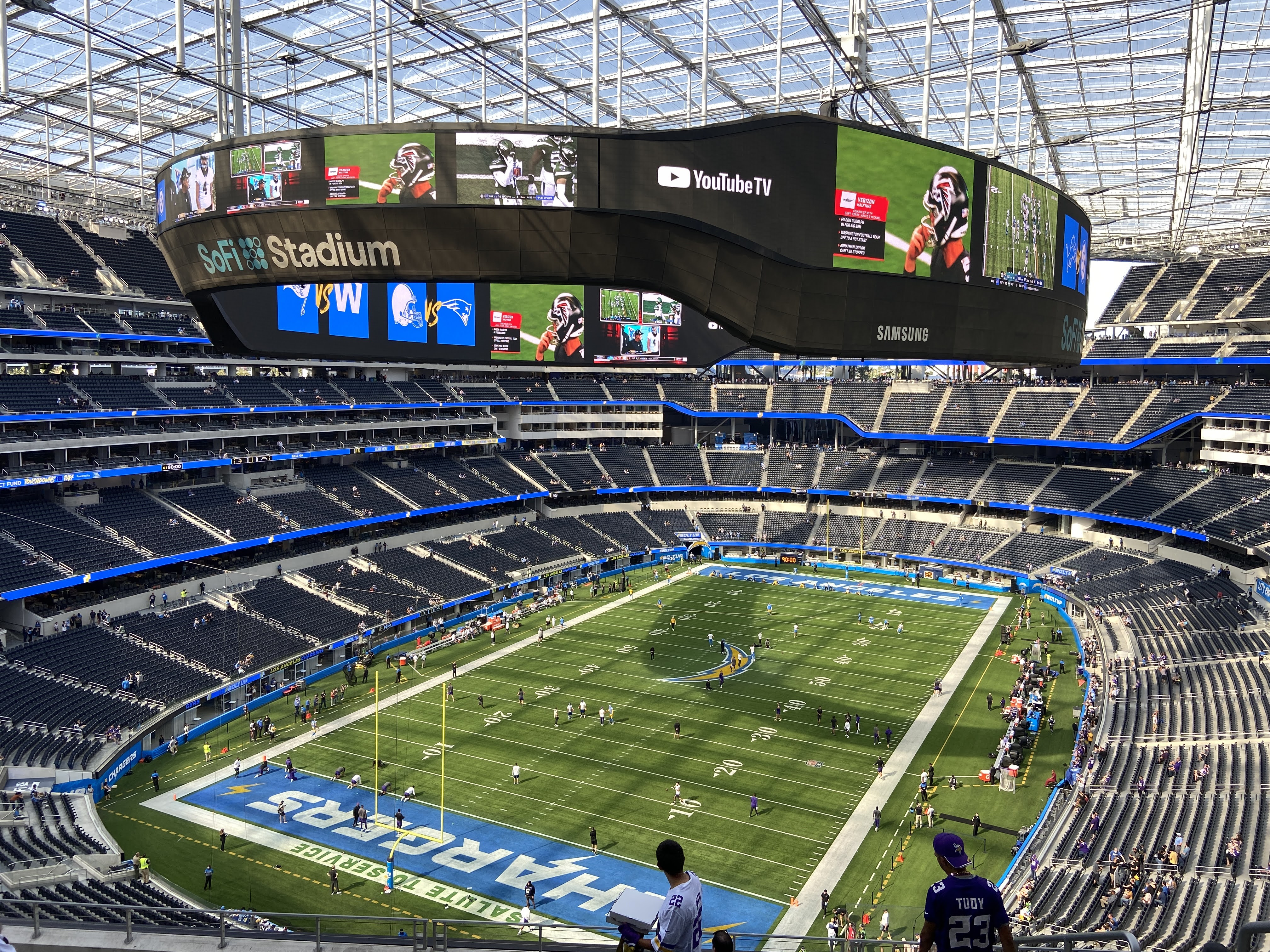
スタジアム内部

SoFiスタジアム（ソーファイ・スタジアム、ソフィ・スタジアム、SoFi Stadium）は、アメリカ合衆国カリフォルニア州イングルウッドにある屋外型スタジアムであり、総合娯楽施設である。ロサンゼルス国際空港から直線距離で5キロ離れたハリウッドパーク競馬場の跡地に建設され、NBAのロサンゼルス・レイカーズが1999年まで本拠地として使用していたザ・フォーラムの南隣に位置する。
サンフランシスコの金融企業、SoFi（ソーファイ）が命名権を獲得している。

## 概要
NFLのロサンゼルス・チャージャーズとロサンゼルス・ラムズが本拠地として使用している。また、2021年より始まったLAボウル（NCAA Division I-Aのカレッジフットボールの大会）の開催地にもなっている。2022年2月には第56回スーパーボウルが開催された。2023年1月にはカレッジフットボールプレーオフ全国選手権、2023年4月にレッスルマニア39が開催。
2026年に開催されるFIFAワールドカップ26の会場として使用される予定である。
2028年の夏季オリンピックでは、開会式と競泳の会場となる予定。命名権採用後は上記の名称を使用しているが、国際サッカー連盟（FIFA）・国際オリンピック委員会（IOC）主催・主管の国際試合・大会においては、クリーンスタジアム規定（命名権名称使用禁止規定）が適用され、当スタジアム自体が主催団体による制限区域となるため、例外的に建設中使用していた名称を使用するとみられる。
スタジアムは、かつてのハリウッド競馬場の跡地で進められているハリウッド・パークの再開発事業の一部と位置付けられている。ハリウッド・パーク・カジノが2016年10月に敷地内で営業を再開し、ハリウッド・パーク内の施設の中で最初に営業を開始した。
2020年、2019新型コロナウイルスの感染拡大に伴い、ロサンゼルス市長は、年内にスタジアムを含む大型施設でのイベント開催は不可能と言及した。2020年7月にこけら落としとして予定されていたテイラー・スウィフトの完成記念コンサートなど、夏のコンサートが数多くキャンセルされた。本スタジアムを本拠地とするロサンゼルス・チャージャースとロサンゼルス・ラムズは、2020年シーズンを当分の間、無観客で開催すると発表した。

## デザイン
設計はHKS社によってなされ、スタジアム・コンサートホール・商業施設などを一体化したハリウッドパークの一部として、回遊性を高めたデザインがなされている。スタジアムには巨大な半透明の屋根が設置され、周辺のオープンスペースまで覆う構造になっている。屋根には軽量で透過率が極めて高い302枚のETFEパネルが使用され、そのうち46枚は換気のために開くことができ、ケーブルネットによって支えられている。さらに27,000個のLEDを埋め込むことで、ロサンゼルス国際空港に飛んでくる飛行機に向けて画像やビデオを映し出すことができる。スタジアムは側面が開いた構造をしており、通常の収容人数は70,240人であるが、3万席を増席することで最大100,240人まで収容できる。また、同じ屋根で覆われている付属のコンサートホールである「YouTubeシアター」は、6,000人を収容することが可能である。
フィールド上の屋根中央には、「Infinity Screen」と呼ばれる帯状の360度4K大型ビジョンが吊り下げられている。スクリーンはサムスンによって製作され、8000万画素が表示可能である。

## 主要な出来事
- 2020年9月13日、ラムズの2020年シーズン開幕戦が無観客で行われた。
- 2022年2月13日 - 第56回スーパーボウル開催。｢地元｣ラムズが優勝。
- 2023年1月1日 - NFL公式戦初となる同本拠地対決が開催され（チャージャーズのホーム扱い）、チャージャーズが勝利[19]。
- 2023年、世界最大のプロレスイベントレッスルマニア39開催。
- 2027年 - 第61回スーパーボウル開催予定[20]。
- 2028年 - 第34回ロサンゼルスオリンピック開催予定。開会式及び競泳競技を予定。